# Riama crypta
Riama crypta là một loài thằn lằn trong họ Gymnophthalmidae. Loài này được Sánchez-Pacheco, & Sales Nunes mô tả khoa học đầu tiên năm 2011.